# El Obelisco

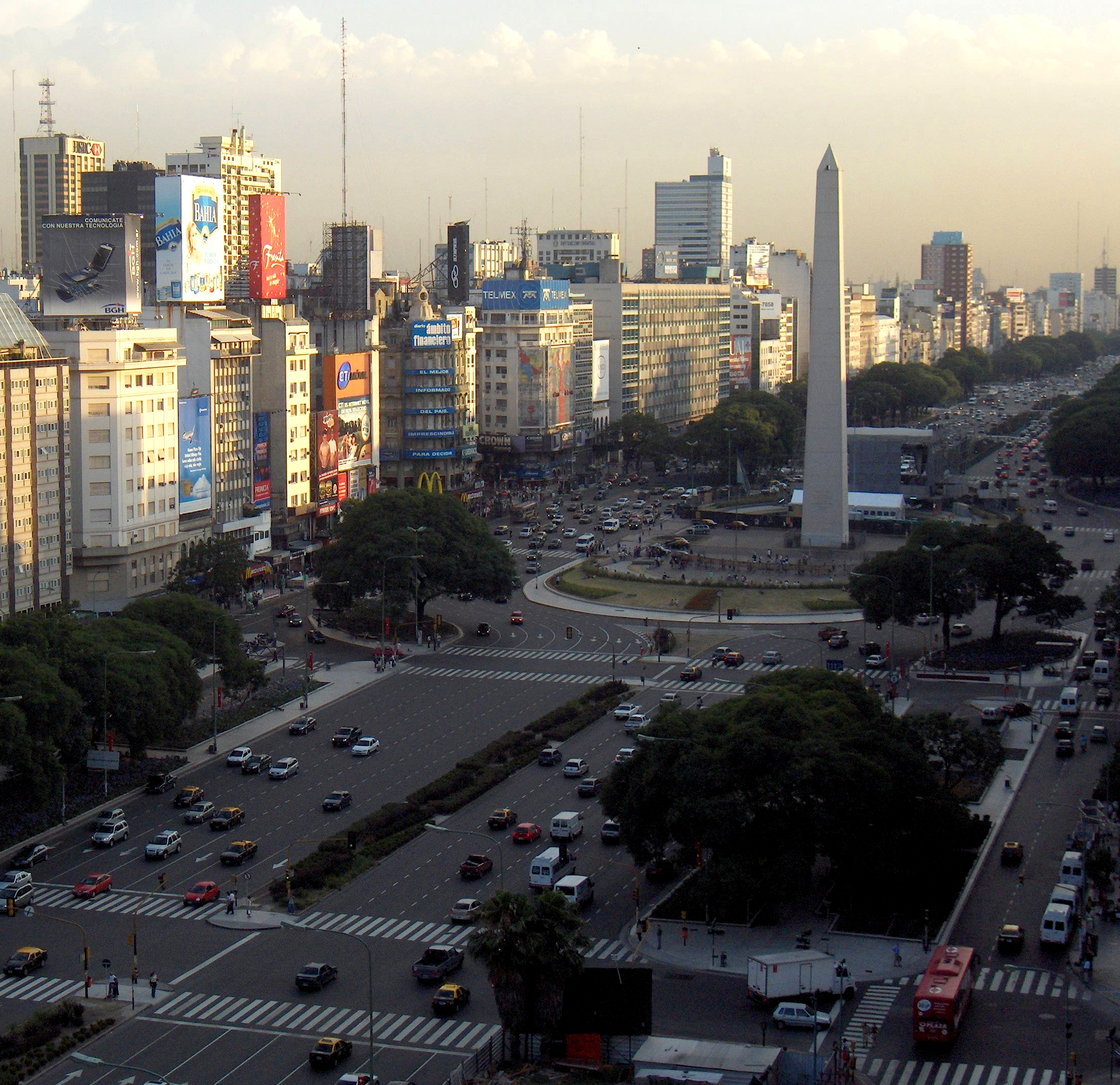
EL Obelisco

El Obelisco, zwany też Obelisco de Buenos Aires – pomnik znajdujący się w Buenos Aires, w Argentynie.
Obelisk został wybudowany w maju 1936 roku, w 400 rocznicę osiedlenia się pierwszych hiszpańskich osadników nad estuarium La Platy. Położony jest na środku Plaza de la República, w miejscu, gdzie krzyżują się Avenida Corrientes i Avenida 9 de Julio. Monument jest wysoki na 67 metrów, zaś podstawa zajmuje 49 metrów kwadratowych. Zaprojektowany został przez Alberto Prebischa, a konstrukcja zajęła 4 tygodnie.
Obelisk jest główną wizytówką miasta, miejscem, gdzie odbywają się różnego rodzaju happeningi i wydarzenia artystyczne, oraz gdzie spotykają się kibice, by świętować zwycięstwo swojej drużyny.
Przez lata El Obelisco był obiektem działalności wandali, głównie tych związanych z polityką.
W 30. rocznicę Nocy ołówków (La Noche de los Lápices) monument został zamieniony w gigantyczny ołówek.

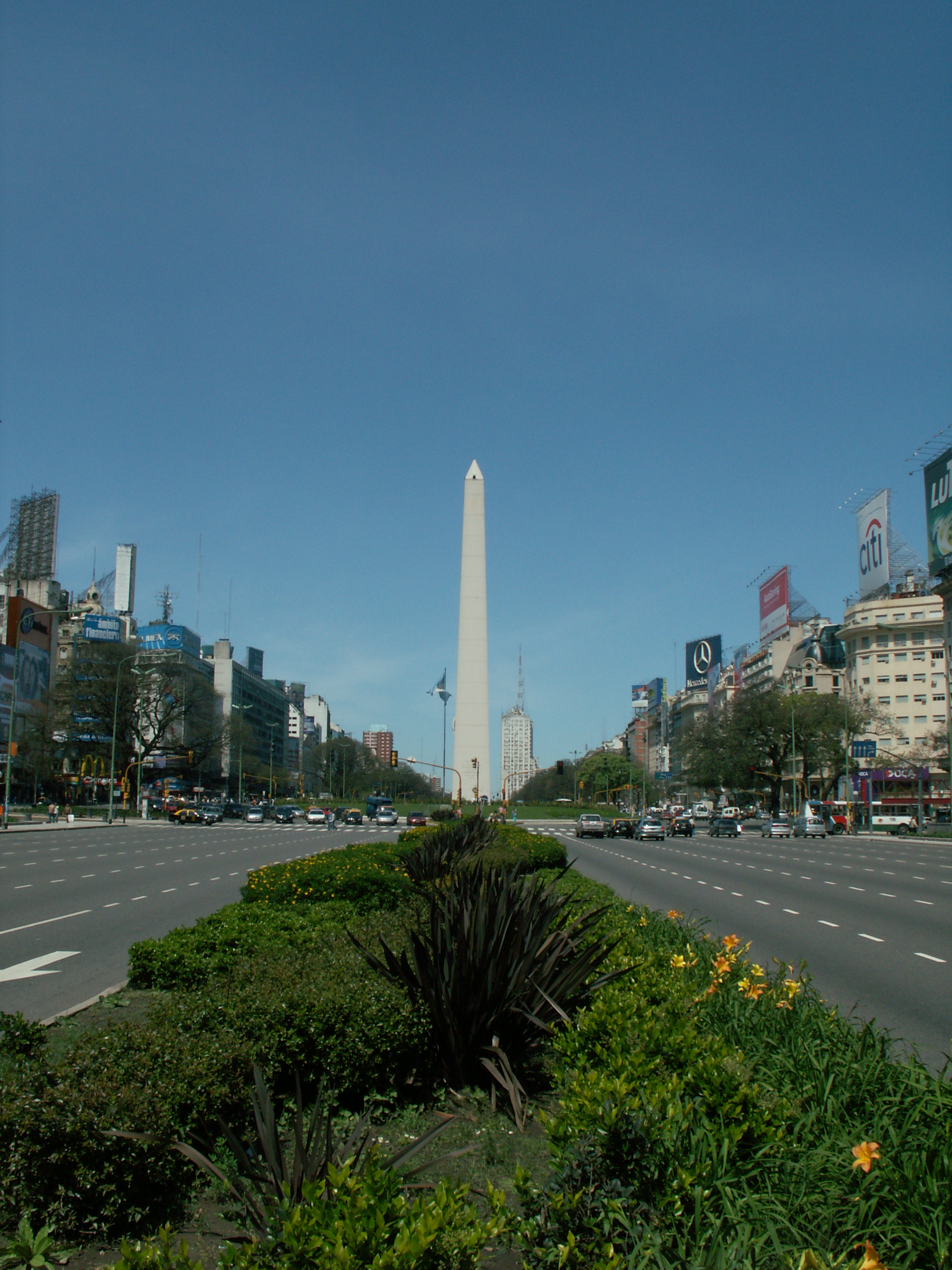
EL Obelisco z oddali